# Jackman (Maine)
Jackman est une municipalité située dans le comté de Somerset à l’État de Maine, aux États-Unis. Elle comptait 862 habitants lors du recensement de 2010.
Le village est situé à l’ouest du Maine, près de la frontière canadienne. Le passage de la frontière se trouve à 25 kilomètres au nord-ouest de Jackman. La distance à la prochaine grande ville au Canada, Saint-Georges en Beauce, est environ 65 kilomètres sur l’U.S. Route 201 aux États-Unis et la Route 173 au Québec. Jackman est la dernière municipalité sur l’U.S. Route 201 qui commence à Brunswick, Maine.
Près de Jackman, ils se trouvent plusieurs lacs dont le Lac de Moosehead à 45 kilomètres du village est le plus grand. Jackman a son propre aéroport (Newton Field Airport) qui se trouve directement au nord du village. Il était ouvert en 1940 et était reconstruit en 2004,.
|  |         |          |
|  | Jackman |          |
|  |         | Caratunk |